# Мундуз (Аксыйский район)
Мундуз (кирг. Мундуз) — село в Аксыйском районе Джалал-Абадской области Кыргызстана. Входит в состав Мавляновского айылного аймака.

## География
Село расположено в южной части области, на берегах реки Куюр-Сай, на расстоянии приблизительно 14 километров (по прямой) к востоко-юго-востоку от города Кербен, административного центра района. Абсолютная высота — 1232 метра над уровнем моря.

## Население
Согласно оценочным данным Национального статистического комитета Кыргызской Республики, численность населения села на начало 2023 года составляла 1162 человека.
| год     | 2009 | 2014 | 2015 | 2020 | 2021 | 2023 |
| ------- | ---- | ---- | ---- | ---- | ---- | ---- |
| человек | 1001 | 1381 | 1128 | 1284 | 1285 | 1162 |